# هر دو در نهایت می‌میرند
هر دو در نهایت می‌میرند (انگلیسی: They Both Die at the End) یک رمان برای نوجوانان نوشته آدام سیلورا نویسندۀ آمریکایی است که در ۵ سپتامبر ۲۰۱۷ توسط هارپرتین منتشر شده است. این سومین رمان سیلورا است و روی دو پسر نوجوان به نام‌های متیو و روفوس تمرکز می‌کند که متوجه می‌شوند تنها یک روز برای زندگی کردن دارند.
در آوریل ۲۰۲۰، هشتگ محبوب #BookTok برای خوانندگان در پلتفرم رسانه‌های اجتماعی تیک‌تاک، این کتاب دوباره محبوب شد و یک بار دیگر آن را در فهرست پرفروش‌ترین‌های نیویورک تایمز قرار داد.